# Sails, Bay of
Sails, Bay of är en vik i Antarktis. Den ligger i Östantarktis. Nya Zeeland gör anspråk på området.